# 2010 en république du Congo
Cet article présente les faits marquants de l'année 2010 en république du Congo.

## Évènements
- Lundi 15 février 2010 : le colonel Ferdinand Mbaou, directeur de la sécurité de l'ancien chef d'État, Pascal Lissouba (1992-1997), qui avait été arrêté le 21 juillet 2009, 6 jours après son retour d'exil, a été mis en liberté provisoire. Le colonel Mbaou avait quitté le Congo en 1997, année de la chute du président Lissouba à l'issue d'une guerre civile remportée par l'actuel président Denis Sassou Nguesso[1].

- Lundi 22 février 2010 : un groupe indépendantiste du Cabinda, le Flec-FAC, affirme que 8 ressortissants de cette enclave angolaise sont détenus en république du Congo depuis leur arrestation après le mitraillage du bus du Togo en route pour la Coupe d'Afrique des nations 2010, il s'agirait « de simples citoyens et non des membres des Flec-FAC ». Au total 15 Cabindais avaient été interpellés durant « la période du 9 au 15 janvier » à Pointe-Noire, la capitale économique du Congo où l'équipe togolaise de football s'était mise au vert, puis une partie d'entre eux a été libérée sans charges[2].

- Mardi 9 mars 2010 : le Bureau de coordination des affaires humanitaires de l'ONU (OCHA) a lancé un appel de fonds de près de 59 millions de dollars pour aider les réfugiés de RDC qui ont fui depuis octobre 2009 les affrontements armés dans la province de l'Équateur et se sont réfugiés en république du Congo. L'appel, pour toute l'année 2010, vise à fournir une aide à plus de 110 000 réfugiés, dont 82 % de femmes et d'enfants, ainsi qu'à 58 000 autres personnes. Les réfugiés se sont installés dans plus de 100 sites sur une bande de terre de 500 km de long au bord du fleuve Oubangui, entre le District de Liranga et la frontière avec la RCA : « dans la plupart des zones, les réfugiés surpassent largement en nombre la population locale, selon un ratio moyen de un pour cinq ». Ils sont logés dans des familles d'accueil, se sont installés dans des huttes abandonnées, ont occupé d'autres bâtiments ou construit des abris de fortune. Ils ont besoin de nourriture, d'accès à l'eau potable, d'assainissement et de soins de santé.

- Jeudi 18 mars 2010 : les créanciers publics membres du Club de Paris, ainsi que le Brésil, décident d'annuler la totalité de la dette de la république du Congo à leur égard, soit 2,4 milliards de dollars[3].

- Mardi 13 avril 2010 : ouverture du deuxième forum international des peuples pygmées, autochtones d’Afrique centrale, jusqu'au 16 avril, à Impfondo (république du Congo) avec comme thème « Droits des peuples et dynamiques de la conservation de la biodiversité dans le Bassin du Congo ». Selon le ministre congolais de l’économie forestière, Henri Djombo, « l’objectif général de ce deuxième forum est d’élaborer et d’adopter un plan d’action pour la protection des droits et l’émancipation des peuples autochtones d’Afrique centrale ». Le forum doit rassembler plus de 500 participants dont des pygmées, des représentants politiques ou des agences onusiennes. On recense au moins 3 millions de pygmées, souvent marginalisés, nomades et vivant dans les grandes forêts des dix pays membres de la CEEAC, qui composent aussi le Bassin du Congo reconnu comme le deuxième poumon écologique de la planète après l’Amazonie[4].

- Vendredi 16 avril 2010 : mort en exil à Paris de Nguila Moungounga Nkombo (70 ans), ancien ministre des Finances du président Pascal Lissouba (1992-1997) et figure de l'opposition congolaise[5].

- Mardi 22 juin 2010 : un accident de train du chemin de fer Congo-océan, cette nuit aux environs du point kilométrique 60 de Pointe-Noire entre les localités de Bilinga et Tchitondi, fait 54 morts, 80 blessés graves et plus de 200 autres blessés. Le train avait quitté la ville côtière de Pointe-Noire et se dirigeait vers la capitale, Brazzaville, quand il a déraillé et est tombé dans un ravin.

- Lundi 19 juillet 2010 : la France annonce l'annulation de la totalité de la dette contractée par le pays pour un montant de 646 millions d'euros, après l'Italie et les États-Unis. Selon l'ambassadeur de France : « Ce nouvel accord de dette permettra de financer des projets liés aux infrastructures d'eau, d'assainissement et de transport, de l'éducation et de la formation professionnelle, de la protection de l'environnement et de la santé ». Cette annulation fait suite à l'engagement pris en mars par les membres du Club de Paris d'annuler « le gros de la dette congolaise » après son accès au point d'achèvement de l'initiative Pays pauvres très endettés (PPTE). Depuis 2004, la France a ainsi annulé « près de 2,5 milliards d'euros des dettes congolaises soit près des deux tiers du montant dû par le Congo aux vingt pays du Club de Paris »[6].

- Mercredi 10 novembre 2010 : les 115 000 réfugiés qui avaient fui depuis fin 2009 les combats dans la province de l’Équateur en RDC et s'étaient installés en république du Congo, devraient être rapatriés en 2011. La présence de l'armée n'est pas toujours une assurance de sécurité pour la population congolaise qui accuse régulièrement des soldats de commettre des exactions contre elle (violences, vols…)[7].

- Vendredi 10 décembre 2010 : une épidémie de poliomyélite a fait 206 morts au cours des dernières semaines, essentiellement des jeunes gens entre 15 et 24 ans avec un taux de décès de 42 %. L'Organisation mondiale de la santé, l'UNICEF et l'organisation Rotary International ont lancé en novembre une campagne de vaccination de quelque trois millions de personnes en république du Congo, en république démocratique du Congo et en Angola voisins. Le virus se transmet par contact avec les matières fécales, contaminant les cours d'eau. La maladie, qui attaque le tissu nerveux et provoque en particulier des paralysies des membres inférieurs[8].